# 巨大火成岩岩石区
巨大火成岩岩石区（きょだいかいせいがんがんせきく, 英: Large igneous provinces, LIPs）とは、広大な範囲に渡り火成岩が分布している地域およびそれを生成した火山活動のこと。火成岩分布範囲は大陸と比較しうるほどの広大な面積となり、その生成に伴う火山噴出物は地球の気候変動に影響を与えたと考えられている。
中央海嶺や島弧地帯のように長期にわたり活動したのとは異なり、数百万年程度の比較的短期に大規模な火山活動をおこしたものである。岩石の体積は数百万立方キロメートルにも達する。この活動の結果、大陸地域においては洪水玄武岩による台地、海底においては海台が形成され、そのほか大規模な貫入岩脈が残されている地域もある。
岩質は玄武岩が主であり、成因としてはマントル・プリュームが考えられている。

## LIPsの例

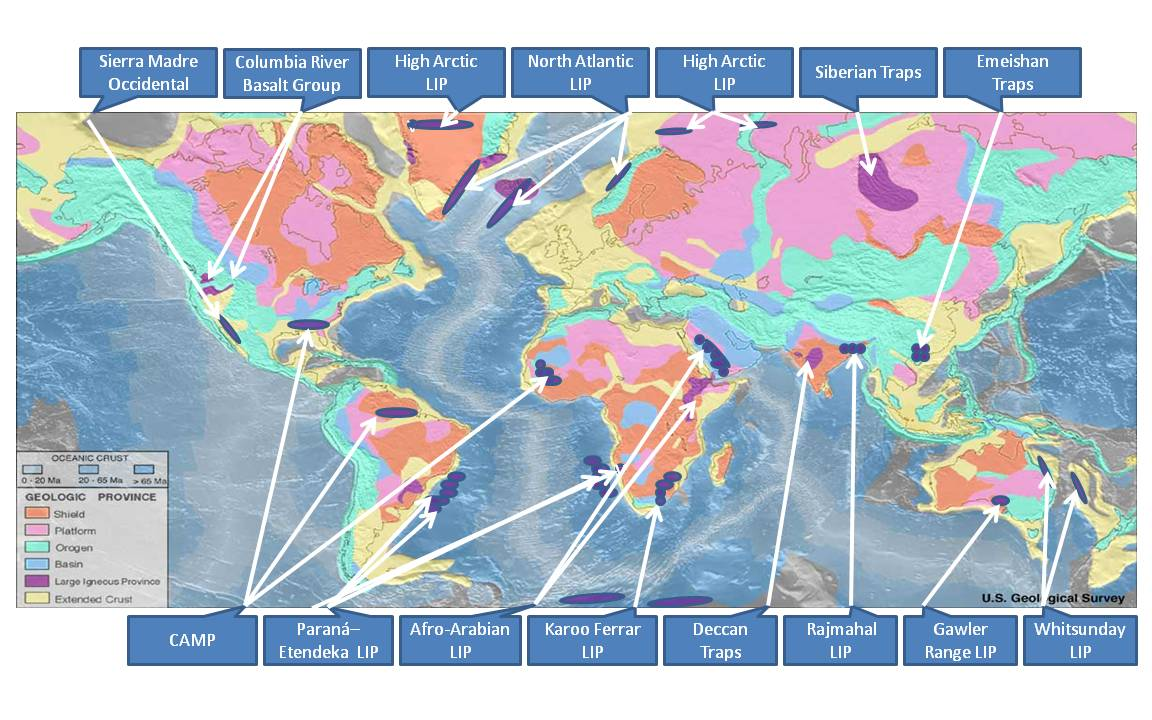
世界の巨大火成岩岩石区（LIP、地図中の紫色）の分布図

### 洪水玄武岩台地
- エチオピア高原
- コロンビア川台地
- シベリア台地玄武岩
- パラナ玄武岩（英語版）
- デカントラップ
- カルー玄武岩（英語版）
- ブラジル高原

### 海台
- オントンジャワ海台
- シャツキー海台
- ケルゲレン海台
- カリブ海火成岩岩石区（英語版）

### 大規模火山性隆起 (Volcanic Rifted Margins)
- 北極
- 北大西洋
- 中央アフリカ

### 大規模貫入岩脈
- マッケンジー貫入岩脈（英語版）